# Science Translational Medicine
Science Translational Medicine, abgekürzt Sci. Transl. Med., ist eine wissenschaftliche Fachzeitschrift, die von der American Association for the Advancement of Science veröffentlicht wird. Die Zeitschrift wurde 2009 gegründet und erscheint derzeit wöchentlich. Es werden Arbeiten aus folgenden Bereichen veröffentlicht: Kardiovaskuläre Erkrankungen, Immunologie und Impfstoffe, Metabolismus und Diabetes/Fettsucht, Neurowissenschaften und Neurologie/Psychiatrie, Krebs, Infektionskrankheiten, Verhalten, Bioengineering, chemische Genomik und Arzneistoffentwicklung, Bildgebung, medizinische Nanotechnologie, Arzneistofffreisetzung, Biomarker, Gentherapie und regenerative Medizin, Toxikologie und Pharmakokinetik, Zellkultur und andere interdisziplinäre Ansätze in der Medizin.
Der Impact Factor lag im Jahr 2014 bei 15,843. Nach der Statistik des ISI Web of Knowledge wird das Journal mit diesem Impact Factor in der Kategorie experimentelle und forschende Medizin an zweiter Stelle von 123 Zeitschriften und in der Kategorie Zellbiologie an zehnter Stelle von 184. Zeitschriften geführt.
Die Chefredakteurin ist Marcia McNutt, die beim Verlag angestellt ist.